# Rita Sarkisian
Rita Aleksandri Sarkisian (Armeens: Ռիտա Ալեքսանդրի Սարգսյան; Stepanakert, 6 maart 1962 - Jerevan, 20 november 2020) was de vrouw van Serzj Sarkisian, de president van Armenië van 2008 tot 2018. Ze was een muzieklerares van beroep.

## Levensloop

### Biografie
Sarkisian werd als Rita Dadajan (Ռիտա Դադայան) op 6 maart 1962 in Stepanakert (Azerbeidzjaanse Socialistische Sovjetrepubliek) geboren. In 1983 trouwde ze met Serzj Sarkisian. Het echtpaar kreeg twee dochters.

### Carrière
Sarkisian sponsorde de liefdadigheidsstichting Donate Life, die als doelstelling heeft het helpen van kinderen die lijden aan bloedkanker en andere ernstige ziekten, zoals autisme. Tevens heeft ze vele muzikale evenementen in het land georganiseerd.

### Overlijden
Op 20 november 2020 stierf Sarkisian op 58-jarige leeftijd aan de gevolgen van de infectieziekte COVID-19. Condoleances werden gegeven door premier Nikol Pasjinian, waarbij hij vermeldde dat ze "waardevolle sociale en openbare activiteiten leidde die gericht waren op het bevorderen van het culturele leven in het land". President Armen Sarkisian bezocht persoonlijk Serzj Sarkisian om zijn deelneming te betuigen.